# Ranunculus cardiophyllus
Ranunculus cardiophyllus là một loài thực vật có hoa trong họ Mao lương. Loài này được Hook. miêu tả khoa học đầu tiên năm 1829.